# 第6回AKB48グループ ソロシングル争奪じゃんけん大会in横浜アリーナ〜こんなところで、運なんか使っちゃうのかと思うかもしれないが、とりあえず、勝たなきゃしょうがないだろ?〜
『第6回AKB48グループ ソロシングル争奪じゃんけん大会in横浜アリーナ〜こんなところで、運なんか使っちゃうのかと思うかもしれないが、とりあえず、勝たなきゃしょうがないだろ?〜』（だい6かいエーケービーフォーティエイトグループ ソロシングルそうだつじゃんけんたいかいインよこはまアリーナ こんなところで うんなんかつかっちゃうのかとおもうかもしれないが とりあえず かたなきゃしょうがないだろ）は、AKB48グループにより開催されたイベントである。イベントの内容はAKB48グループのメンバーによるじゃんけんであり、第5回同様、優勝者にはソロデビューの権利が与えられた。
イベントの本戦は2015年9月16日に横浜アリーナで開催された。優勝者はAKB48の藤田奈那となり、楽曲「右足エビデンス」でソロデビューを果たした。このほか、上位16人のうち藤田を除く15人は同楽曲のシングルCDのカップリング曲「君は今までどこにいた?」の歌唱メンバーとなった。

## エントリーとトーナメントの流れ
太字は勝利者
所属のうち「研」はAKB48研究生、「栄研」はSKE48研究生、「難研」はNMB48研究生、「新」はNGT48メンバー、「新研」はNGT48研究生、「上」はSNH48メンバーを示す。
出場辞退者は取り消し線で表記。
| ブロ ック | 1回戦   | 1回戦                 | 1回戦    | 2回戦                 | 3回戦                 | 4回戦               | 準々決勝          | 準決勝                | 決勝                |
| ブロ ック | No.     | 氏名                  | 所属     | 2回戦                 | 3回戦                 | 4回戦               | 準々決勝          | 準決勝                | 決勝                |
| --------- | ------- | --------------------- | -------- | --------------------- | --------------------- | ------------------- | ----------------- | --------------------- | ------------------- |
| A         | 1 2     | 前田亜美 磯原杏華     | A E      | 前田亜美 岡田彩花     | 前田亜美 野村奈央     | 野村奈央 佐藤妃星   | 佐藤妃星 西野未姫 | 西野未姫 藤田奈那     | 藤田奈那 中西智代梨 |
| A         | 3 4     | 高城亜樹 岡田彩花     | K 4      | 前田亜美 岡田彩花     | 前田亜美 野村奈央     | 野村奈央 佐藤妃星   | 佐藤妃星 西野未姫 | 西野未姫 藤田奈那     | 藤田奈那 中西智代梨 |
| A         | 5 6     | 大島涼花 野村奈央     | B 研     | 野村奈央 竹内美宥     | 前田亜美 野村奈央     | 野村奈央 佐藤妃星   | 佐藤妃星 西野未姫 | 西野未姫 藤田奈那     | 藤田奈那 中西智代梨 |
| A         | 7       | 竹内美宥              | B        | 野村奈央 竹内美宥     | 前田亜美 野村奈央     | 野村奈央 佐藤妃星   | 佐藤妃星 西野未姫 | 西野未姫 藤田奈那     | 藤田奈那 中西智代梨 |
| A         | 8 9     | 鈴木まりや 高橋みなみ | 上/K A   | 高橋みなみ 佐藤妃星   | 佐藤妃星 小嶋陽菜     | 野村奈央 佐藤妃星   | 佐藤妃星 西野未姫 | 西野未姫 藤田奈那     | 藤田奈那 中西智代梨 |
| A         | 10 11   | 佐藤妃星 山本彩       | 4 N/K    | 高橋みなみ 佐藤妃星   | 佐藤妃星 小嶋陽菜     | 野村奈央 佐藤妃星   | 佐藤妃星 西野未姫 | 西野未姫 藤田奈那     | 藤田奈那 中西智代梨 |
| A         | 12 13   | 小嶋陽菜 小嶋真子     | A 4      | 小嶋陽菜 吉田朱里     | 佐藤妃星 小嶋陽菜     | 野村奈央 佐藤妃星   | 佐藤妃星 西野未姫 | 西野未姫 藤田奈那     | 藤田奈那 中西智代梨 |
| A         | 14      | 吉田朱里              | N        | 小嶋陽菜 吉田朱里     | 佐藤妃星 小嶋陽菜     | 野村奈央 佐藤妃星   | 佐藤妃星 西野未姫 | 西野未姫 藤田奈那     | 藤田奈那 中西智代梨 |
| B         | 15 16   | 白間美瑠 渋谷凪咲     | M/A BII  | 渋谷凪咲 荒井優希     | 渋谷凪咲 西野未姫     | 西野未姫 近藤萌恵里 | 佐藤妃星 西野未姫 | 西野未姫 藤田奈那     | 藤田奈那 中西智代梨 |
| B         | 17 18   | 内木志 荒井優希       | BII KII  | 渋谷凪咲 荒井優希     | 渋谷凪咲 西野未姫     | 西野未姫 近藤萌恵里 | 佐藤妃星 西野未姫 | 西野未姫 藤田奈那     | 藤田奈那 中西智代梨 |
| B         | 19 20   | 小笠原茉由 西野未姫   | A 4      | 西野未姫 朝長美桜     | 渋谷凪咲 西野未姫     | 西野未姫 近藤萌恵里 | 佐藤妃星 西野未姫 | 西野未姫 藤田奈那     | 藤田奈那 中西智代梨 |
| B         | 21      | 朝長美桜              | KIV/4    | 西野未姫 朝長美桜     | 渋谷凪咲 西野未姫     | 西野未姫 近藤萌恵里 | 佐藤妃星 西野未姫 | 西野未姫 藤田奈那     | 藤田奈那 中西智代梨 |
| B         | 22 23   | 谷口めぐ 伊藤来笑     | A KIV    | 谷口めぐ 梅田綾乃     | 谷口めぐ 近藤萌恵里   | 西野未姫 近藤萌恵里 | 佐藤妃星 西野未姫 | 西野未姫 藤田奈那     | 藤田奈那 中西智代梨 |
| B         | 24 25   | 梅田綾乃 谷川聖       | B 8      | 谷口めぐ 梅田綾乃     | 谷口めぐ 近藤萌恵里   | 西野未姫 近藤萌恵里 | 佐藤妃星 西野未姫 | 西野未姫 藤田奈那     | 藤田奈那 中西智代梨 |
| B         | 26 27   | 冨吉明日香 近藤萌恵里 | KIV 8    | 近藤萌恵里 村重杏奈   | 谷口めぐ 近藤萌恵里   | 西野未姫 近藤萌恵里 | 佐藤妃星 西野未姫 | 西野未姫 藤田奈那     | 藤田奈那 中西智代梨 |
| B         | 28      | 村重杏奈              | KIV      | 近藤萌恵里 村重杏奈   | 谷口めぐ 近藤萌恵里   | 西野未姫 近藤萌恵里 | 佐藤妃星 西野未姫 | 西野未姫 藤田奈那     | 藤田奈那 中西智代梨 |
| C         | 29 30   | 福岡聖菜 服部有菜     | B 8      | 福岡聖菜 込山榛香     | 福岡聖菜 堀詩音       | 福岡聖菜 藤田奈那   | 藤田奈那 横山由依 | 西野未姫 藤田奈那     | 藤田奈那 中西智代梨 |
| C         | 31 32   | 磯佳奈江 込山榛香     | BII 4    | 福岡聖菜 込山榛香     | 福岡聖菜 堀詩音       | 福岡聖菜 藤田奈那   | 藤田奈那 横山由依 | 西野未姫 藤田奈那     | 藤田奈那 中西智代梨 |
| C         | 33 34   | 名取稚菜 下口ひなな   | 4 K      | 下口ひなな 堀詩音     | 福岡聖菜 堀詩音       | 福岡聖菜 藤田奈那   | 藤田奈那 横山由依 | 西野未姫 藤田奈那     | 藤田奈那 中西智代梨 |
| C         | 35      | 堀詩音                | 難研     | 下口ひなな 堀詩音     | 福岡聖菜 堀詩音       | 福岡聖菜 藤田奈那   | 藤田奈那 横山由依 | 西野未姫 藤田奈那     | 藤田奈那 中西智代梨 |
| C         | 36 37   | 藤田奈那 島崎遥香     | K A      | 藤田奈那 村山彩希     | 藤田奈那 田名部生来   | 福岡聖菜 藤田奈那   | 藤田奈那 横山由依 | 西野未姫 藤田奈那     | 藤田奈那 中西智代梨 |
| C         | 38 39   | 村山彩希 岩佐美咲     | 4 B      | 藤田奈那 村山彩希     | 藤田奈那 田名部生来   | 福岡聖菜 藤田奈那   | 藤田奈那 横山由依 | 西野未姫 藤田奈那     | 藤田奈那 中西智代梨 |
| C         | 40 41   | 田名部生来 田野優花   | B K      | 田名部生来 橋本陽菜   | 藤田奈那 田名部生来   | 福岡聖菜 藤田奈那   | 藤田奈那 横山由依 | 西野未姫 藤田奈那     | 藤田奈那 中西智代梨 |
| C         | 42      | 橋本陽菜              | 8        | 田名部生来 橋本陽菜   | 藤田奈那 田名部生来   | 福岡聖菜 藤田奈那   | 藤田奈那 横山由依 | 西野未姫 藤田奈那     | 藤田奈那 中西智代梨 |
| D         | 43 44   | 大川莉央 上西恵       | 4 N      | 上西恵 藤江れいな     | 上西恵 達家真姫宝     | 上西恵 横山由依     | 藤田奈那 横山由依 | 西野未姫 藤田奈那     | 藤田奈那 中西智代梨 |
| D         | 45 46   | 藤江れいな 内田眞由美 | M B      | 上西恵 藤江れいな     | 上西恵 達家真姫宝     | 上西恵 横山由依     | 藤田奈那 横山由依 | 西野未姫 藤田奈那     | 藤田奈那 中西智代梨 |
| D         | 47 48   | 大森美優 達家真姫宝   | 4 B      | 達家真姫宝 松岡菜摘   | 上西恵 達家真姫宝     | 上西恵 横山由依     | 藤田奈那 横山由依 | 西野未姫 藤田奈那     | 藤田奈那 中西智代梨 |
| D         | 49      | 松岡菜摘              | H        | 達家真姫宝 松岡菜摘   | 上西恵 達家真姫宝     | 上西恵 横山由依     | 藤田奈那 横山由依 | 西野未姫 藤田奈那     | 藤田奈那 中西智代梨 |
| D         | 50 51   | 中野郁海 内山奈月     | 8/K B    | 中野郁海 横山由依     | 横山由依 鵜野みずき   | 上西恵 横山由依     | 藤田奈那 横山由依 | 西野未姫 藤田奈那     | 藤田奈那 中西智代梨 |
| D         | 52      | 横山由依              | A        | 中野郁海 横山由依     | 横山由依 鵜野みずき   | 上西恵 横山由依     | 藤田奈那 横山由依 | 西野未姫 藤田奈那     | 藤田奈那 中西智代梨 |
| D         | 53 54   | 小林香菜 野口由芽     | B S      | 小林香菜 鵜野みずき   | 横山由依 鵜野みずき   | 上西恵 横山由依     | 藤田奈那 横山由依 | 西野未姫 藤田奈那     | 藤田奈那 中西智代梨 |
| D         | 55      | 鵜野みずき            | M        | 小林香菜 鵜野みずき   | 横山由依 鵜野みずき   | 上西恵 横山由依     | 藤田奈那 横山由依 | 西野未姫 藤田奈那     | 藤田奈那 中西智代梨 |
| E         | 56 57   | 田北香世子 西潟茉莉奈 | A 新研   | 西潟茉莉奈 中西智代梨 | 中西智代梨 湯本亜美   | 中西智代梨 小嶋菜月 | 中西智代梨 飯野雅 | 中西智代梨 木﨑ゆりあ | 藤田奈那 中西智代梨 |
| E         | 58 59   | 大場美奈 中西智代梨   | KII A    | 西潟茉莉奈 中西智代梨 | 中西智代梨 湯本亜美   | 中西智代梨 小嶋菜月 | 中西智代梨 飯野雅 | 中西智代梨 木﨑ゆりあ | 藤田奈那 中西智代梨 |
| E         | 60 61   | 後藤萌咲 島田晴香     | B K      | 島田晴香 湯本亜美     | 中西智代梨 湯本亜美   | 中西智代梨 小嶋菜月 | 中西智代梨 飯野雅 | 中西智代梨 木﨑ゆりあ | 藤田奈那 中西智代梨 |
| E         | 62      | 湯本亜美              | K        | 島田晴香 湯本亜美     | 中西智代梨 湯本亜美   | 中西智代梨 小嶋菜月 | 中西智代梨 飯野雅 | 中西智代梨 木﨑ゆりあ | 藤田奈那 中西智代梨 |
| E         | 63 64   | 岩田華怜 伊豆田莉奈   | A 4      | 伊豆田莉奈 市川愛美   | 伊豆田莉奈 小嶋菜月   | 中西智代梨 小嶋菜月 | 中西智代梨 飯野雅 | 中西智代梨 木﨑ゆりあ | 藤田奈那 中西智代梨 |
| E         | 65 66   | 市川愛美 宮脇咲良     | K KIV/A  | 伊豆田莉奈 市川愛美   | 伊豆田莉奈 小嶋菜月   | 中西智代梨 小嶋菜月 | 中西智代梨 飯野雅 | 中西智代梨 木﨑ゆりあ | 藤田奈那 中西智代梨 |
| E         | 67 68   | 小嶋菜月 峯岸みなみ   | A K      | 小嶋菜月 川本紗矢     | 伊豆田莉奈 小嶋菜月   | 中西智代梨 小嶋菜月 | 中西智代梨 飯野雅 | 中西智代梨 木﨑ゆりあ | 藤田奈那 中西智代梨 |
| E         | 69      | 川本紗矢              | 4        | 小嶋菜月 川本紗矢     | 伊豆田莉奈 小嶋菜月   | 中西智代梨 小嶋菜月 | 中西智代梨 飯野雅 | 中西智代梨 木﨑ゆりあ | 藤田奈那 中西智代梨 |
| F         | 70 71   | 坂口渚沙 太田彩夏     | 8/B 栄研 | 太田彩夏 高橋朱里     | 太田彩夏 横島亜衿     | 横島亜衿 飯野雅     | 中西智代梨 飯野雅 | 中西智代梨 木﨑ゆりあ | 藤田奈那 中西智代梨 |
| F         | 72 73   | 高橋朱里 佐々木優佳里 | 4 A      | 太田彩夏 高橋朱里     | 太田彩夏 横島亜衿     | 横島亜衿 飯野雅     | 中西智代梨 飯野雅 | 中西智代梨 木﨑ゆりあ | 藤田奈那 中西智代梨 |
| F         | 74 75   | 横島亜衿 中田ちさと   | B K      | 横島亜衿 茂木忍       | 太田彩夏 横島亜衿     | 横島亜衿 飯野雅     | 中西智代梨 飯野雅 | 中西智代梨 木﨑ゆりあ | 藤田奈那 中西智代梨 |
| F         | 76      | 茂木忍                | K        | 横島亜衿 茂木忍       | 太田彩夏 横島亜衿     | 横島亜衿 飯野雅     | 中西智代梨 飯野雅 | 中西智代梨 木﨑ゆりあ | 藤田奈那 中西智代梨 |
| F         | 77 78   | 北澤早紀 入山杏奈     | 4 A      | 入山杏奈 飯野雅       | 飯野雅 大和田南那     | 横島亜衿 飯野雅     | 中西智代梨 飯野雅 | 中西智代梨 木﨑ゆりあ | 藤田奈那 中西智代梨 |
| F         | 79 80   | 永尾まりや 飯野雅     | K 4      | 入山杏奈 飯野雅       | 飯野雅 大和田南那     | 横島亜衿 飯野雅     | 中西智代梨 飯野雅 | 中西智代梨 木﨑ゆりあ | 藤田奈那 中西智代梨 |
| F         | 81 82   | 岩立沙穂 山田菜々美   | 4 8/A    | 岩立沙穂 大和田南那   | 飯野雅 大和田南那     | 横島亜衿 飯野雅     | 中西智代梨 飯野雅 | 中西智代梨 木﨑ゆりあ | 藤田奈那 中西智代梨 |
| F         | 83      | 大和田南那            | A        | 岩立沙穂 大和田南那   | 飯野雅 大和田南那     | 横島亜衿 飯野雅     | 中西智代梨 飯野雅 | 中西智代梨 木﨑ゆりあ | 藤田奈那 中西智代梨 |
| G         | 84 85   | 東李苑 木﨑ゆりあ     | S B      | 木﨑ゆりあ 西山怜那   | 木﨑ゆりあ 石田晴香   | 木﨑ゆりあ 阿部芽唯 | 木﨑ゆりあ 相笠萌 | 中西智代梨 木﨑ゆりあ | 藤田奈那 中西智代梨 |
| G         | 86 87   | 西山怜那 野澤玲奈     | A 4      | 木﨑ゆりあ 西山怜那   | 木﨑ゆりあ 石田晴香   | 木﨑ゆりあ 阿部芽唯 | 木﨑ゆりあ 相笠萌 | 中西智代梨 木﨑ゆりあ | 藤田奈那 中西智代梨 |
| G         | 88 89   | 平田梨奈 石田晴香     | A K      | 石田晴香 加藤玲奈     | 木﨑ゆりあ 石田晴香   | 木﨑ゆりあ 阿部芽唯 | 木﨑ゆりあ 相笠萌 | 中西智代梨 木﨑ゆりあ | 藤田奈那 中西智代梨 |
| G         | 90      | 加藤玲奈              | B        | 石田晴香 加藤玲奈     | 木﨑ゆりあ 石田晴香   | 木﨑ゆりあ 阿部芽唯 | 木﨑ゆりあ 相笠萌 | 中西智代梨 木﨑ゆりあ | 藤田奈那 中西智代梨 |
| G         | 91 92   | 北川綾巴 阿部芽唯     | S/4 8    | 阿部芽唯 阿部マリア   | 阿部芽唯 岡田奈々     | 木﨑ゆりあ 阿部芽唯 | 木﨑ゆりあ 相笠萌 | 中西智代梨 木﨑ゆりあ | 藤田奈那 中西智代梨 |
| G         | 93 94   | 阿部マリア 向井地美音 | K        | 阿部芽唯 阿部マリア   | 阿部芽唯 岡田奈々     | 木﨑ゆりあ 阿部芽唯 | 木﨑ゆりあ 相笠萌 | 中西智代梨 木﨑ゆりあ | 藤田奈那 中西智代梨 |
| G         | 95 96   | 岡田奈々 多田愛佳     | 4 KIV    | 岡田奈々 渡辺麻友     | 阿部芽唯 岡田奈々     | 木﨑ゆりあ 阿部芽唯 | 木﨑ゆりあ 相笠萌 | 中西智代梨 木﨑ゆりあ | 藤田奈那 中西智代梨 |
| G         | 97      | 渡辺麻友              | B        | 岡田奈々 渡辺麻友     | 阿部芽唯 岡田奈々     | 木﨑ゆりあ 阿部芽唯 | 木﨑ゆりあ 相笠萌 | 中西智代梨 木﨑ゆりあ | 藤田奈那 中西智代梨 |
| H         | 98 99   | 相笠萌 矢方美紀       | K S      | 相笠萌 大家志津香     | 相笠萌 兒玉遥         | 相笠萌 渡辺美優紀   | 木﨑ゆりあ 相笠萌 | 中西智代梨 木﨑ゆりあ | 藤田奈那 中西智代梨 |
| H         | 100 101 | 大家志津香 矢吹奈子   | A H/B    | 相笠萌 大家志津香     | 相笠萌 兒玉遥         | 相笠萌 渡辺美優紀   | 木﨑ゆりあ 相笠萌 | 中西智代梨 木﨑ゆりあ | 藤田奈那 中西智代梨 |
| H         | 102 103 | 柏木由紀 武藤十夢     | B/新 K   | 武藤十夢 兒玉遥       | 相笠萌 兒玉遥         | 相笠萌 渡辺美優紀   | 木﨑ゆりあ 相笠萌 | 中西智代梨 木﨑ゆりあ | 藤田奈那 中西智代梨 |
| H         | 104     | 兒玉遥                | H/K      | 武藤十夢 兒玉遥       | 相笠萌 兒玉遥         | 相笠萌 渡辺美優紀   | 木﨑ゆりあ 相笠萌 | 中西智代梨 木﨑ゆりあ | 藤田奈那 中西智代梨 |
| H         | 105 106 | 中村麻里子 松井珠理奈 | A S/K    | 中村麻里子 吉田華恋   | 中村麻里子 渡辺美優紀 | 相笠萌 渡辺美優紀   | 木﨑ゆりあ 相笠萌 | 中西智代梨 木﨑ゆりあ | 藤田奈那 中西智代梨 |
| H         | 107     | 吉田華恋              | 8        | 中村麻里子 吉田華恋   | 中村麻里子 渡辺美優紀 | 相笠萌 渡辺美優紀   | 木﨑ゆりあ 相笠萌 | 中西智代梨 木﨑ゆりあ | 藤田奈那 中西智代梨 |
| H         | 108 109 | 渡辺美優紀 宮崎美穂   | BII/B A  | 渡辺美優紀 篠崎彩奈   | 中村麻里子 渡辺美優紀 | 相笠萌 渡辺美優紀   | 木﨑ゆりあ 相笠萌 | 中西智代梨 木﨑ゆりあ | 藤田奈那 中西智代梨 |
| H         | 110     | 篠崎彩奈              | K        | 渡辺美優紀 篠崎彩奈   | 中村麻里子 渡辺美優紀 | 相笠萌 渡辺美優紀   | 木﨑ゆりあ 相笠萌 | 中西智代梨 木﨑ゆりあ | 藤田奈那 中西智代梨 |

## 結果
| 順位 | No. | 氏名       | 所属  | 備考                              |
| ---- | --- | ---------- | ----- | --------------------------------- |
| 1位  | 36  | 藤田奈那   | K     | 「右足エビデンス」ソロ曲          |
| 2位  | 59  | 中西智代梨 | A     | 「君は今までどこにいた?」センター |
| 3位  | 20  | 西野未姫   | 4     |                                   |
| 4位  | 85  | 木﨑ゆりあ | B     |                                   |
| 5位  | 10  | 佐藤妃星   | 4     |                                   |
| 6位  | 80  | 飯野雅     | 4     |                                   |
| 7位  | 52  | 横山由依   | A     |                                   |
| 8位  | 98  | 相笠萌     | K     |                                   |
| 9位  | 92  | 阿部芽唯   | 8     |                                   |
| 10位 | 44  | 上西恵     | N     |                                   |
| 11位 | 74  | 横島亜衿   | B     |                                   |
| 12位 | 6   | 野村奈央   | 研    |                                   |
| 13位 | 27  | 近藤萌恵里 | 8     |                                   |
| 14位 | 67  | 小嶋菜月   | A     |                                   |
| 15位 | 108 | 渡辺美優紀 | BII/B |                                   |
| 16位 | 29  | 福岡聖菜   | B     |                                   |

## 裏じゃんけん大会
正式名称は「AKB48グループ 裏じゃんけん大会2015　最弱女王決定戦」。じゃんけん大会の本戦および予選で1度も勝てていないメンバー （直接本戦に出場して一度も勝てずに敗退したメンバーおよび予選に出場して一度も勝てずに敗退したメンバー）を対象として本大会とは逆に負けたメンバーが残っていく方式で「じゃんけんの女神から最も見放された」最弱女王を決める戦い。予選が行われたAKB48チーム8、SKE48、NMB48およびHKT48については予選終了から本大会までの間に予選に出場して一度も勝てずに敗退したメンバーによる「裏じゃんけん大会の予選」が実施され、AKB48チーム8は廣瀬なつきと北玲名、SKE48は高柳明音と福士奈央、NMB48は石塚朱莉と小谷里歩、HKT48は渕上舞と駒田京伽がそれぞれ代表となり、本戦が行われる横浜アリーナへ行き、本大会開催当日にその裏で行われる裏じゃんけん大会の決勝ラウンドに参加することになった。その他、AKB48ドラフト生の予選で負け残った千葉恵里、久保怜音、樋渡結依およびNGT48の予選で負け残った荻野由佳、北原里英らはそのまま全員が決勝ラウンドに参加することになった。また本大会当日、一度も勝てずに敗退したメンバーの中から負け残りの形で予選が行われ、負け残った竹内美宥、小笠原茉由、田野優花、内山奈月、田北香世子、茂木忍、北川綾巴、篠崎彩奈が決勝ラウンドに参加することになった。これらのメンバーにより行われた決勝ラウンドではAKB48チーム8の廣瀬なつきが優勝した。その模様は「右足エビデンス」のDVDに収録の「裏じゃんけん大会2015 最弱女王決定戦」特典DVDに収録されている。